# Young Boy
Young Boy is een nummer van de Britse muzikant Paul McCartney uit 1997. Het is de eerste single van zijn tiende soloalbum Flaming Pie.
"Young Boy" werd deels opgenomen in Steve Miller's studio in Idaho, en gedeeltelijk in McCartney's thuisstudio. Het nummer werd in een paar Europese landen een bescheiden hitje. Zo werd in het Verenigd Koninkrijk de 19e positie gehaald. In Nederland bereikte de plaat de 9e positie in de Tipparade, terwijl het in Vlaanderen op de 11e plek in de Tipparade terechtkwam.